# Inez Micaella Andersson
Inez Micaella Amy Andersson, född 21 december 1997, är en svensk skådespelare och musikalartist.

## Biografi
Inez Micaella Andersson är utbildad vid Den Danske Scenekunstskole mellan 2017 och 2018 samt Teaterhögskolan i Luleå mellan 2019 och 2022. Hon har medverkat i ett flertal teateruppsättningar och musikaler. Hon har bland annat medverkat i TV-serierna Sanningen och Från insidan. Hon har även medverkat i filmen Virgo där hon spelar huvudrollen som den introverta punksångaren Siri.

## Filmografi
- 2024 – Virgo
- 2024 – Från insidan (TV-serie)
- 2023 – Sanningen (TV-serie)